# 馬思贊
馬思贊（?—?），字寒中，又字仲安，號衎齋，又號素邨、南樓、又号渔村、渔邨、魚村，又号马仲子、寒中子、天和居士、山村居士、迂铁老人。浙江海寧人。

## 生平
马思赞善诗词，無意仕途，性喜藏書，築有藏書樓號“皆山堂”、“道古樓”、“紅藥山房”，所藏多宋元善本。管庭芬《海昌艺文志》评说：“所居道古楼，插架悉宋元旧本，为东南藏书之冠。”又精篆刻，藏書印有「古鹽官州馬思贊」、「華山馬仲安」、「古鹽官州馬素邨」、「中安一號漁邨」等。有《道古楼书目》一卷、《歷代鐘鼎款識》，著录收藏约六百种。

## 家族
父馬维扬，任揚州推官，性喜藏书。